# كونه في حد ذاته
كونه في حد ذاته هو وجود الأشياء القائم بذاته والمتحقق بالكامل. وهو مصطلح استخدم في الفلسفة القارية في أوائل القرن العشرين، وخاصة في أعمال مارتن هايدغر، وجان بول سارتر، وسيمون دي بوفوار، والوجوديين.